# Моравско-чешский извод церковнославянского языка
Моравско-чешский извод церковнославянского языка — наименование территориальной разновидности церковнославянского языка древнего периода. Особенности извода проявляются главным образом в фонетико-орфографических и отчасти морфологических признаках сохранившихся славянских рукописей. Из сохранившихся памятников наиболее изученными являются глаголические Киевские листки, Пражские глаголические отрывки, а также более поздние (в основном древнерусские) списки «Жития Вячеслава» и «Беседы на Евангелие» папы Григория Великого. Моравско-чешский извод прекратил своё существование после 1097 года в связи с запретом богослужения в Чехии на славянском языке. С моравской языковой традицией связан хорватский извод церковнославянского языка, возникший на территории чакавского диалекта предположительно ещё в IX веке.

## История
Кирилло-мефодиевская миссия пришла в Моравию (863 год) с языком, основанным на солунско-македонском диалекте. В Моравском государстве IX века использовали древнечешский язык, диалект западной группы северославянской языковой области. По структуре оба языка в то время были близки, различия же лежали в области фонетики и грамматики. Различия в синтаксисе определялись тем обстоятельством, что для солунских братьев моделью служил греческий язык, в то время как древнечешский язык опирался на латинский синтаксис. Прастарославянский язык имел к тому времени письменность (глаголицу), литературу, был литургическим языком. У прачешского языка кроме устной словесности и отдельных записей делового характера не было ни литературы, ни собственной азбуки.
Моравско-чешский извод церковнославянского языка лёг в основу развития и оформления церковнославянской традиции в странах куда ушли изгнанные из Моравии ученики Мефодия — в Болгарии и Хорватии. Особенно большое влияние он оказал на развитие церковнославянской традиции в Хорватии, где сохранилась изначальная азбука, и значительно больше элементов первой редакции старославянского языка Кирилла и Мефодия.

## Характеристика
Основные черты моравского извода:
- буква ц на месте праславянских *tj, *kt, и з на месте *dj. Примеры: просѩце ‛просящие’, помоць ‛помощь’, отъдазь ‛отдай’;
- шч на месте праславянских *stj, *skj и *sk в позиции первой палатализации. Примеры: зашчітітъ ‛защитит’, зашчіті ‛защити’;
- з на месте старославянского ѕ. Примеры мнози ‛многие’, нозѣ ‛ноги’;
- буквы а и ѹ на месте старославянских носовых ѧ и ѫ.

Присутствуют заимствования из латинского в тех случаях, когда в других изводах эти слова заменяются греческими эквивалентами.